# Gilles Rampillon
Gilles Rampillon (født 28. juli 1953 i Aubiers, Frankrig) er en fransk tidligere fodboldspiller (midtbane).
Rampillon spillede 11 sæsoner hos FC Nantes, hvor han var med til at vinde tre franske mesterskaber (1973, 1977 og 1980) samt én Coupe de France-titel (1979). Han sluttede karrieren med et ophold hos AS Cannes.
Rampillon spillede desuden tre kampe for det franske landshold. Den første var en venskabskamp mod Vesttyskland 27. marts 1976, den sidste en venskabskamp mod Holland 26. marts 1980.

## Titler
Ligue 1
- 1973, 1977 og 1980 med Nantes

Coupe de France
- 1979 med Nantes